# Dorfkirche St. Vitus (Brüheim)

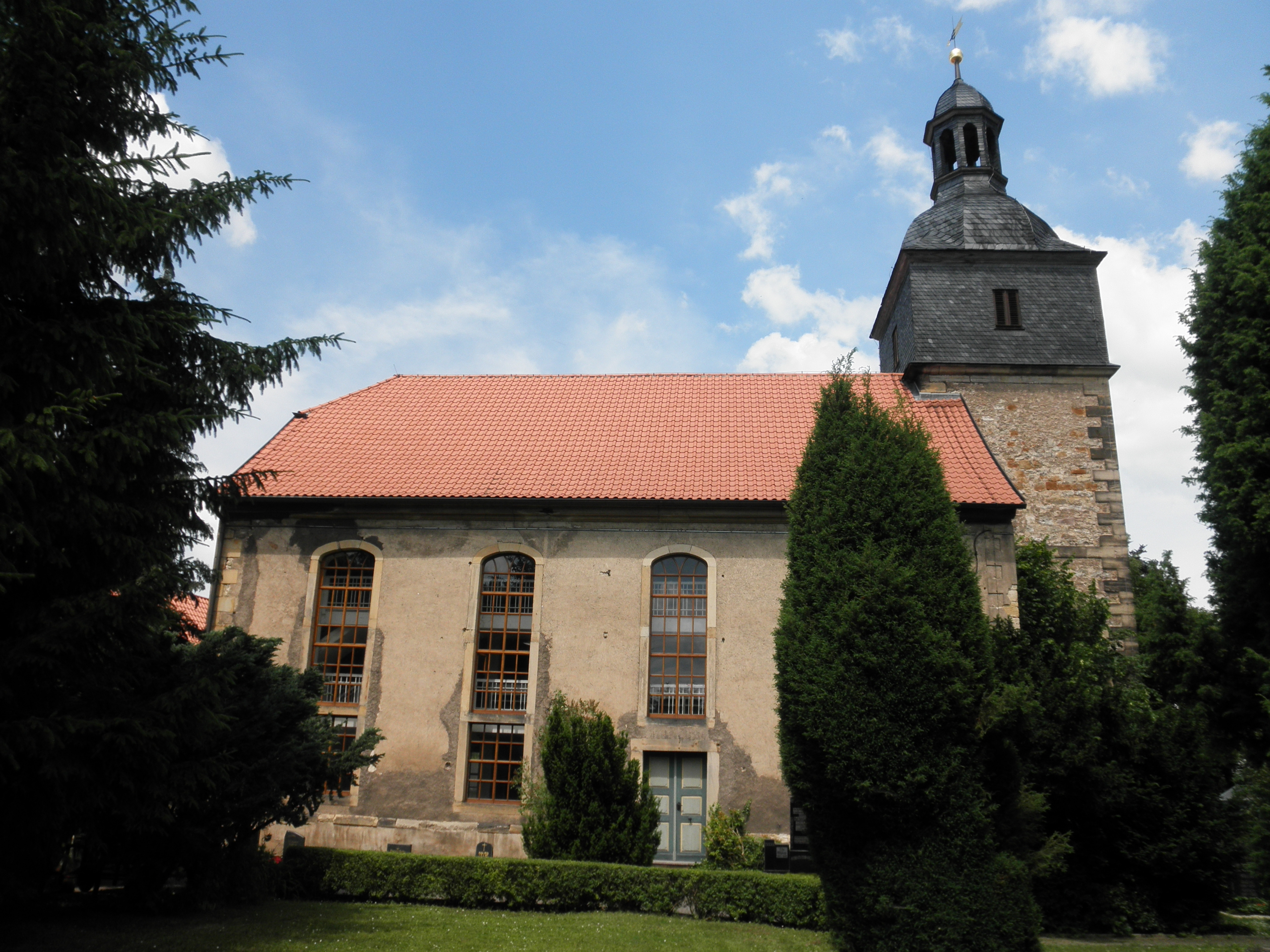
St. Vitus in Brüheim

Die evangelisch-lutherische Dorfkirche St. Vitus steht in Brüheim, einem Ortsteil der Landgemeinde Nessetal im thüringischen Landkreis Gotha.

## Gemeindezugehörigkeit
Die Brüheim Kirchengemeinde gehört zum Kirchspiel Sonneborn im Kirchenkreis Gotha der Evangelischen Kirche in Mitteldeutschland. Bis 2009 gehörte der gesamte Kirchenkreis zur Evangelisch-Lutherischen Kirche in Thüringen. Die Kirche ist eine Station der Via Porta von Volkenroda bis Waldsassen ist.

## Beschreibung
Der Chorturm der barocken Saalkirche ist von einem mittelalterlichen Bau erhalten geblieben. Der Glockenturm, dessen Glockengeschoss schiefergedeckt ist, trägt eine Haube, die von einer Laterne gekrönt ist, beide ebenfalls schiefergedeckt. Das Langhaus, das mit einem Krüppelwalm bedeckt ist, wurde 1818 weitestgehend umgestaltet. Das Kirchenschiff wird von einem Muldengewölbe überspannt und ist mit zweigeschossigen Emporen ausgestattet. Vor dem heute nicht mehr benutzten Kanzelaltar steht ein Altartisch.
Die Kirche birgt ein steinernes Taufbecken mit einem Bogenfries aus dem 13. Jahrhundert. Aus diesem Jahrhundert stammt auch das Kruzifix.

## Orgel

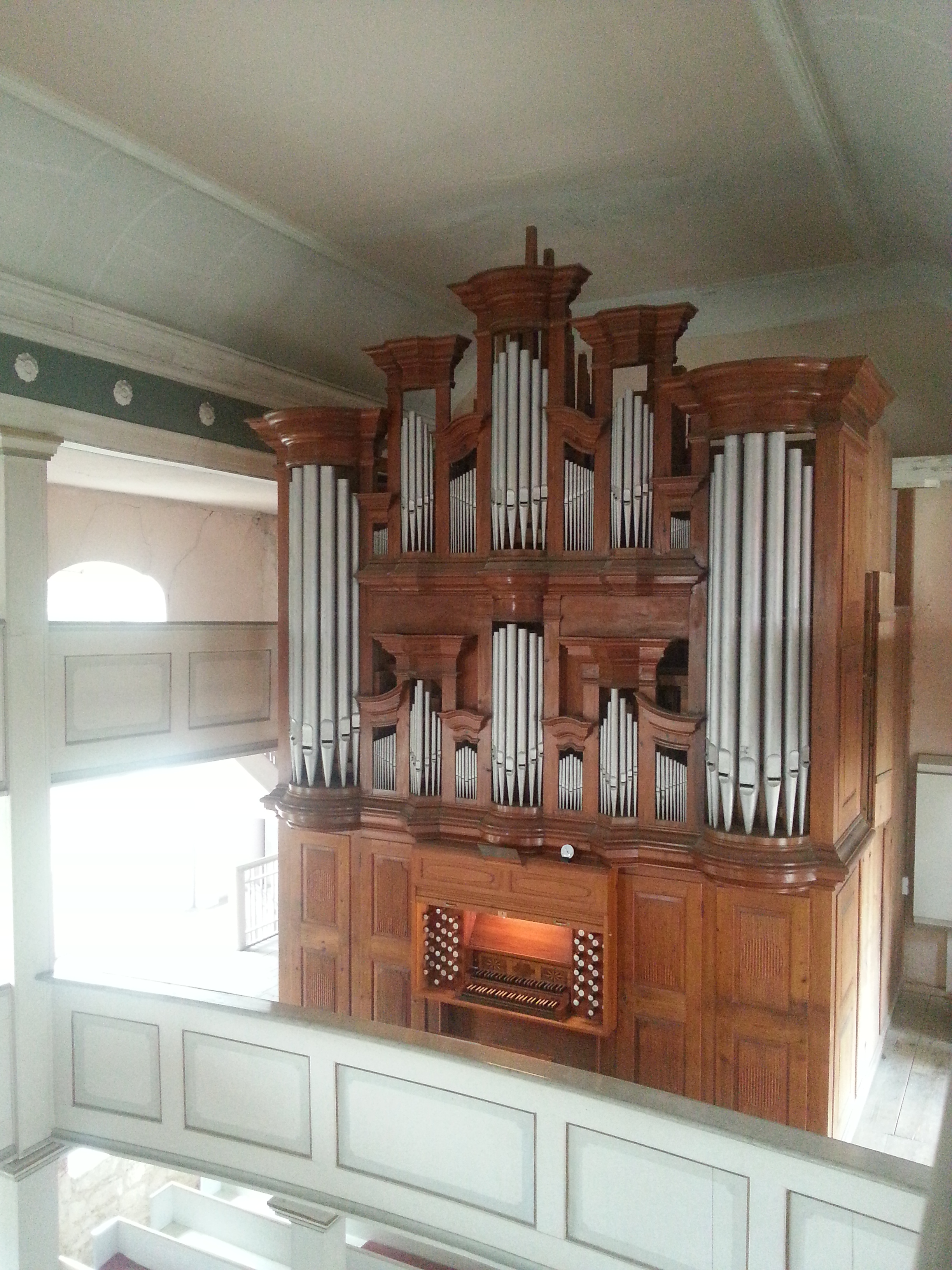
Prospekt der Hesse-Orgel

Die erste Orgel von 1741 mit 1620 Orgelpfeifen und 23 Registern, verteilt auf 2 Manuale und Pedal, stammt von Johann Heinrich Ruppert. Die zweite Orgel entstand als Umbau der ersten 1823 durch Ernst Ludwig Hesse unter Mitarbeit des Bruders Georg Andreas Hesse und seiner Söhne Ernst Siegfried Hesse und Johann Michael Hesse II., aus der Orgelbauerfamilie Hesse. Ernst Ludwig Hesse stürzte bei den Arbeiten in der Kirche ab und starb. Die Orgel hat 23 Register auf zwei Manuale und Pedal und die Register- und Tontraktur ist mechanisch.  Eine Restaurierung erfolgte 2011 durch die Firma Orgelbau Kutter. Die Disposition lautet wie folgt:
| I Hauptwerk C–f3 |                |            |
| 1.               | Bourdun        | 16′        |
| 2.               | Principal      | 8′         |
| 3.               | Hohlflöte      | 8′         |
| 4.               | Grobgedackt    | 8′         |
| 5.               | Viola di Gamba | 8′         |
| 6.               | Oktave         | 4′         |
| 7.               | Spitzflöte     | 4′         |
| 8.               | Quinte         | 3′ (2 ⁄3′) |
| 9.               | Oktave         | 2′         |
| 10.              | Mixtur IV      |            |
| 11.              | Cimpel III     |            |

| II HInterwerk C–f3 |                 |    |
| 12.                | Gemshorn        | 8′ |
| 13.                | Lieblichgedackt | 8′ |
| 14.                | Flaute traverso | 8′ |
| 15.                | Principal       | 4′ |
| 16.                | Hohlflöte       | 4′ |
| 17.                | Salicional      | 4′ |
| 18.                | Oktave          | 2′ |
| 19.                | Mixtur III      |    |

| Pedal C–d1 |             |     |
| 20.        | Subbaß      | 16′ |
| 21.        | Violon      | 16′ |
| 22.        | Oktavbaß    | 8′  |
| 23.        | Posaunenbaß | 16′ |

- Koppeln: II/I, I/P
- Effektregister: Glocken Akkord-C, Glocken Akkord-F
- Spielhilfen: Sperrventile: HW, OW, P